# Libertad, Villa Comaltitlán
Libertad är en ort i Mexiko.   Den ligger i kommunen Villa Comaltitlán och delstaten Chiapas, i den sydöstra delen av landet, 800 km sydost om huvudstaden Mexico City. Libertad ligger 13 meter över havet och antalet invånare är 294.
Terrängen runt Libertad är mycket platt. Runt Libertad är det ganska tätbefolkat, med 96 invånare per kvadratkilometer. Närmaste större samhälle är Villa Comaltitlán, 12,4 km nordost om Libertad. Omgivningarna runt Libertad är en mosaik av jordbruksmark och naturlig växtlighet.